# Need for Speed: Hot Pursuit
Need for Speed: Hot Pursuit (kurz NFSHP) ist der 16. Teil der von Electronic Arts veröffentlichten Rennspielreihe Need for Speed und erschien am 16. November 2010 in den USA sowie am 18. November 2010 in Europa für Windows, PlayStation 3, Xbox 360, sowie für die Wii. Dieser Teil wurde erstmals von Criterion Games entwickelt. Das Spiel ist der Nachfolger von Need for Speed: Shift.
2020 erschien die Neuauflage Need for Speed: Hot Pursuit Remastered für Windows, PlayStation 4, Xbox One und Nintendo Switch.

## Spielprinzip
Das Gameplay dieses Teils orientiert sich stark an dem von Need for Speed III: Hot Pursuit. Es gibt keinerlei Tuning mehr und die Strecken befinden sich überwiegend in dünn besiedeltem Gebiet. Im Gegensatz zu Need for Speed III gibt es jedoch keine einzelnen Strecken, sondern alle Strecken bilden das fiktive Seacrest County. Folglich sind alle Strecken fiktiv und sind, anders als in Shift, keine nachkonstruierten realen Rennstrecken. Dadurch, dass die Rennen auf normalen Straßen stattfinden, ist außerdem wieder die Polizei im Spiel. Wie in Need for Speed III kann der Spieler vor jedem Rennen entscheiden, auf welcher Seite er Rennen bestreitet. Abhängig davon ändern sich auch die Ziele. Als Fahrer in den illegalen Rennen ist es das Ziel, unter die ersten drei zu kommen. Als Polizist ist es das Ziel, die Fahrer der illegalen Rennen zu stoppen, indem deren Autos zerstört werden. Je nachdem, wie gut hierbei abgeschnitten wird, erhält der Spieler mehr oder weniger Kopfgeld. Dieses schaltet bei festgelegten Grenzen neue Autos und Rennevents frei. Neben den Verfolgungsrennen gibt es noch Zeitfahr- und Standard-Rennen, bei denen es keine Polizei gibt.
Eine weitere Neuerung sind die Waffen, über die sowohl die Raser, als auch die Polizisten verfügen. Es gibt sechs verschiedene Waffen, von denen zwei sowohl von Rasern, als auch von Polizisten eingesetzt werden können. Diese sind ein elektromagnetischer Puls (EMP) und Nagelbänder. Ein EMP bremst andere Wagen aus und beschädigt sie leicht. Ein Nagelband bringt einen Wagen zusätzlich zum Stillstand, da die Reifen zerstört werden. Jeweils zwei weitere Waffen stehen nur Rasern respektive Polizisten zur Verfügung. Nur für die Polizei zugänglich sind Straßensperren und das Rufen eines Helikopters, der nach dem Ruf selbstständig Nagelbänder vor den Rasern abwirft. Die nur für Raser zugänglichen Waffen sind der Turbo und der Störsender. Der Turbo beschleunigt ein Fahrzeug auf eine extrem hohe Geschwindigkeit und hilft so, gegnerische Fahrzeuge abzuhängen oder nach einem Unfall schnell wieder zu beschleunigen. Der Störsender deaktiviert bereits ausliegende Nagelbänder und EMP-Zielerfassungen und verhindert außerdem das weitere Einsetzen von Waffensystemen. Auch ist es jetzt möglich, in Spielen, die nicht im Multiplayer-Modus stattfinden, mit der sogenannten Dreamshot-Funktion das Spiel anzuhalten und Bilder aus verschiedenen Perspektiven aufzunehmen.
Das Spiel verfügt über einen dynamischen Tag-und-Nacht-Wechsel. Ein weiteres neues Feature ist das sogenannte Autolog-System. Dieses überprüft laufend die Rekorde virtueller Freunde und gibt diese gegebenenfalls bekannt, damit sie unterboten werden können.

## Wagenliste
Folgende Wagen sind in diesem Teil fahrbar:
| - Alfa Romeo 8C Competizione - Alfa Romeo 8C Spider - Aston Martin DBS - Aston Martin DBS Volante - Aston Martin One-77 - Aston Martin V12 Vantage - Audi R8 Coupé 5.2 FSI quattro - Audi R8 Spyder 5.2 FSI quattro - Audi TT RS Coupé - Bentley Continental Supersports Coupe - BMW M3 E92 - BMW M6 Convertible - BMW Z4 sDrive35is - Bugatti Veyron 16.4 - Bugatti Veyron 16.4 Grand Sport - Bugatti Veyron 16.4 Super Sport - Carbon Motors E7 - Chevrolet Camaro SS - Chevrolet Corvette Grand Sport - Chevrolet Corvette Z06 - Chevrolet Corvette ZR1 - Dodge Challenger SRT8 - Dodge Charger SRT8 - Dodge Viper SRT10 - Dodge Viper SRT10 ACR | - Ford Crown Victoria Police Interceptor - Ford GT - Ford Shelby GT500 - Ford Shelby GT500 Super Snake - Ford Taurus SHO - Gumpert Apollo S - Jaguar XKR - Koenigsegg Agera - Koenigsegg CC - Koenigsegg CCXR Edition - Lamborghini Countach LP5000 QV - Lamborghini Diablo SV - Lamborghini Gallardo LP 550-2 Valentino Balboni - Lamborghini Gallardo LP 560-4 - Lamborghini Gallardo LP 560-4 Spyder - Lamborghini Gallardo LP 570-4 Superleggera - Lamborghini Murciélago LP 640 - Lamborghini Murciélago LP 670-4 SV - Lamborghini Reventón - Lamborghini Reventón Roadster - Lamborghini Sesto Elemento - Maserati GranCabrio - Maserati GranTurismo S Automatic - Maserati Quattroporte Sport GT S - Mazda RX-8 | - McLaren F1 - McLaren MP4-12C - Mercedes-Benz SL65 AMG Black Series - Mercedes-Benz SLR McLaren 722 Edition - Mercedes-Benz SLR McLaren Stirling Moss - Mercedes-Benz SLS AMG - Mitsubishi Lancer Evolution X - Nissan 370Z Coupe - Nissan 370Z Roadster Touring w/ Sport Pkg. (Z34) - Nissan GT-R SpecV (R35) - Pagani Zonda Cinque - Pagani Zonda Cinque Roadster - Porsche 911 GT2 RS - Porsche 911 GT3 RS - Porsche 911 Speedster - Porsche 911 Targa 4S - Porsche 911 Turbo (1982er Modell) - Porsche 911 Turbo S Cabriolet - Porsche 918 Spyder (Konzeptstudie) - Porsche 959 - Porsche Boxster Spyder - Porsche Carrera GT - Porsche Cayman S - Porsche Panamera Turbo - Subaru Impreza WRX STI |

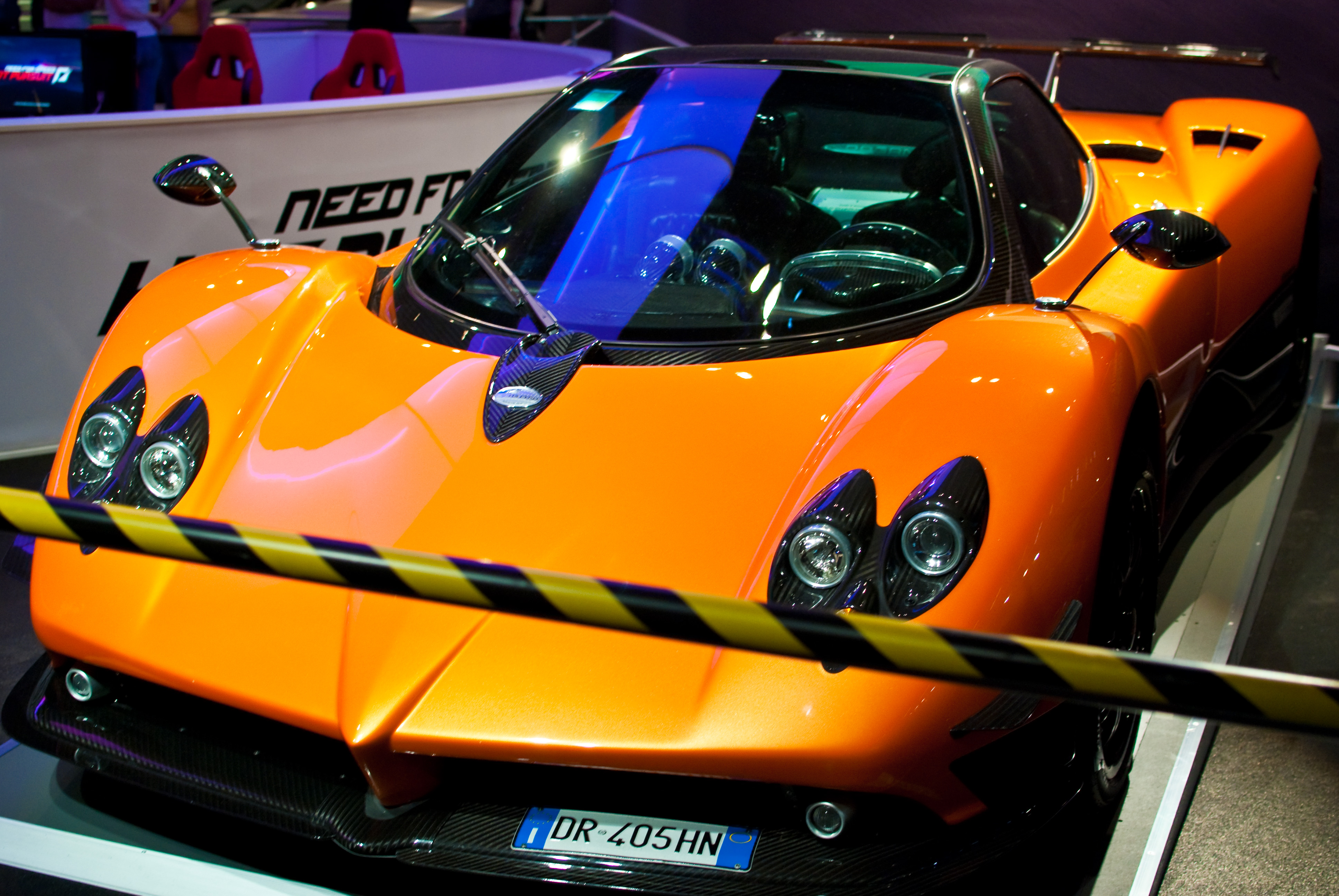
Promotion auf der Gamescom

1. 1 2 3 4 5 6 7 8 9 10 11 12 13 14 15  Nur als Raser verfügbar.
2. 1 2 3  Nur als Polizist verfügbar.
3. 1 2 3  In der Remastered-Version nicht verfügbar.

## Rezeption
In der Presse wurde das Spiel weitgehend positiv aufgenommen. So erreicht es auf der Seite metacritic.com je nach Version einen Metascore zwischen 86 % (PC) und 89 % (PS3) Gelobt wird das spaßige Oldschool-Gameplay und die stabile Laufzeit mit in der Regel über 30 fps. Kritisiert wird, dass man noch mehr aus dem Spiel hätte machen können und insbesondere die Rennen ohne Polizei recht langweilig seien.

## Zusatzinhalte
Zusätzlich werden vom Entwickler kostenpflichtige DLCs angeboten, die im Store zur Verfügung stehen: Racer Timesaverpack, SCPD Timesaverpack, SCPD Rebelspack, Super Sports-Pack, Porsche Entfesselt, Lamborghini Ungezähmt und Bewaffnet und Gefährlich. Für alle Besitzer der Limited Edition gibt es schon vier im Spiel freigeschaltete und zwei neue Wagen. Um auf die DLCs zugreifen zu können, ist eine Onlineverbindung, ein Sony-Entertainment-Konto bzw. ein Xbox-Live-Konto und ein EA-Konto erforderlich.

## Remastered-Version
2020 erschien mit Need for Speed: Hot Pursuit Remastered eine überarbeitete Version für Windows und die zu dieser Zeit aktuellen Konsolen PlayStation 4, Xbox One und Nintendo Switch. Diese beinhaltet das Basis-Spiel, einen plattformübergreifenden Mehrspielermodus, alle DLCs des Originals und den Original-Soundtrack.
Die Remastered-Version erhielt gemischte Bewertungen. Kritisiert werden insbesondere wenig Verbesserungen abseits grafischer Anpassungen und eine damit nicht mehr zeitgemäße Aufmachung im Vergleich zu aktuellen Ablegern anderer Rennspiel-Serien.